# Scatarie Island
Scatarie Island är en ö i Kanada.   Den ligger i provinsen Nova Scotia, i den östra delen av landet, 1 200 km öster om huvudstaden Ottawa.